# Pollenia uniseta
Pollenia uniseta är en tvåvingeart som beskrevs av Dear 1986. Pollenia uniseta ingår i släktet vindsflugor, och familjen spyflugor. Inga underarter finns listade i Catalogue of Life.